# Zaim Topčić
Zaim Topčić (Glamoč, 28. veljače 1920. − Sarajevo, 15. srpnja 1990.) Bio je jugoslavenski i bosanskohercegovački književnik, pripovjedač i romansijer. Jedan je od rijetkih književnika koji su dva puta osvojili Godišnju nagradu Društva pisaca Bosne i Hercegovine, za romane Grumen sunca i Crni snjegovi.

## Biografija
Diplomirao je na Ekonomskom fakultetu Univerziteta u Beogradu. U Narodnooslobodilačkom ratu Jugoslavije aktivno je učestvovao od početka,  1941. godine, na strani partizana. Nakon oslobođenja je bio urednik u sarajevskoj radio stanici. Vršio je dužnost generalnog sekretara tadašnjeg Udruženja književnika Bosne i Hercegovine.
Autor je značajnog povijesnog romana Zemlja heretika kojeg je profesor Enes Duraković uvrstio u  100 knjiga bošnjačke književnosti. Objavio je zbirke novela Nad bezdanom i U susret danu, romane Grumen sunca, Crni snjegovi, More među jablanima, Zemlja heretika, Dobjeni svijet, Ludolovka Jasenovac i Valter, Matoš, dramu Sjene jeseni i putopise Panorama našega vremena.
Njegova djela su prevedena na brojne jezike i uvrštena u nekoliko domaćih i stranih antologija. Bio je član Udruženja književnika Bosne i Hercegovine i Kraljevskog instituta za međunarodne poslove u Londonu (Chatham House).

## Privatni život
Živio je u Sarajevu sa suprugom Nailom, sinom Zlatkom i kćerkom Vesnom. U općini Ilidža jedna ulica nosi njegovo ime. Tijekom Drugog svjetskog rata, kao komunist, 1943. godine bio je zatočen u koncentracijskom logoru Jasenovac, ali je kasnije razmijenjen.

### Zbirke priča
- Nad bezdanom, 1952.
- U susret danu, 1955.

### Romani
- Grumen sunca, 1958.
- Crni snjegovi, 1962.
- More među jablanima, 1966.
- Zemlja heretika, 1972.
- Dobijeni svijet, 1979.
- Ljudolovka Jasenovac, 1985.
- Valter, Matoš, 1991. (objavljen postumno)

### Drame
- Sjene jeseni

### Putopisi
- Panorama našega vremena, 1958.

## Nagrade
- Godišnja nagrada Društva pisaca Bosne i Hercegovine za roman Grumen sunca, 1958.
- Godišnja nagrada Društva pisaca Bosne i Hercegovine za roman Crni snjegovi, 1962.
- 27-julska nagrada Bosne i Hercegovine

## Vanjske poveznice
- Amazon: Zaim Topčić
- Goodreads: Zaim Topčić